# Yui Ichikawa
Yui Ichikawa (jap. 市川 由衣 Ichikawa Yui; ur. 10 lutego 1986 w Nakano, Tokio) – japońska aktorka, piosenkarka i modelka.

## Filmografia

### Seriale
- Koshiji Fubuki Monogatari (TV Asahi 2018)
- Aino Kekkon Soudanjo (TV Asahi 2017) gościnnie
- Tokyo Sentimental (TV Tokyo 2016)
- Kyoto Ninjou Sousa File (TV Asahi 2015) gościnnie
- Koinaka (Fuji TV 2015)
- Onna Michi (NHK BS Premium 2015)
- Manmakoto (NHK 2015)
- Aoihonoo (TV Tokyo 2014)
- Dark Suit (NHK 2014)
- Watashi no Kirai na Tantei (TV Asahi 2014) gościnnie
- Last Cinderella (Fuji TV 2013) gościnnie
- Sennyuu Tantei Tokage (TBS 2013) gościnnie
- Tokyo Zenryoku Shoujo (NTV 2012)
- Summer Rescue (TBS 2012)
- Naminotou (TV Asahi 2012)
- Mou Ichido Kimi ni Puropozu (TBS 2012)
- Keishichou Shissounin Sousaka SP (TV Asahi 2011)
- Kyogu (TV Asahi 2011)
- Bull Doctor (NTV 2011) odc. 2
- Muscle Girl! (TBS 2011)
- Genya (Wowow 2010)
- Katsura Chizuru Shinsatsu Nichiroku (NHK 2010)
- Tokujo Kabachi!! (TBS 2010) odc. 8
- My Girl (TV Asahi 2009) odc. 6
- Inpei Shirei (Wowow 2009)
- LOVE GAME (NTV 2009) odc. 5
- RESCUE (TBS 2009)
- Kiri no Hi (NTV 2008)
- Naito Daisuke Monogatari (TBS 2008)
- Shichinin no Onna Bengoshi 2 (TV Asahi 2008) odc. 5
- 4 Shimai Tantei Dan (TV Asahi 2008)
- Suisei Monogatari (TBS 2007)
- Sushi Oji! (TV Asahi 2007) odc. 4, 5
- Tantei Gakuen Q (NTV 2007) odc. 3
- Doubutsu 119 (NTV 2007)
- Saigo no Nightingale (NTV 2006)
- Kurosagi (TBS 2006)
- Ai to Shi wo Mitsumete (TV Asahi 2006)
- Rondo (TBS 2006)
- Kikujiro to Saki 2 (TV Asahi 2005)
- H2 (TBS 2005)
- Out Limit (Wowow 2005)
- HOTMAN 2 (TBS 2004)
- Tengoku e no Ouenka Cheers (NTV 2004)
- Wonderful Life (Fuji TV 2004)
- Ryuuten no ouhi – Saigo no koutei (TV Asahi 2003)
- Yankee Bokou ni Kaeru (TBS 2003)
- HOTMAN (TBS 2003)
- Taiho Shichauzo (TV Asahi 2002)
- Gokusen (NTV 2002) odc. 7

### Filmy
- Tsuki to Kaminari (2017)
- Alley Cat (2017)
- Gukoroku (2017)
- Meikyu Cafe (2015)
- Tokyo Tribe (2014)
- Umi wo Kanjiru Toki (2014)
- Tsumi Toka Batsu Toka (2009)
- Hyakuhachi (2008)
- Eiga: Kurosagi (2008)
- Onbu To Konbu (2008)
- NANA 2 (2006)
- Rough (2006)
- Siren (2006)
- Zoo (2005)
- SchoolDaze (2005)
- About Love (2005)
- Zebraman (2004)
- Klątwa Ju-on 2 (2003)
- Klątwa Ju-on (2002)

## Dyskografia

### Album
- i-pop mini (2004)